# Allium gorumsense
Allium gorumsense là một loài thực vật có hoa trong họ Amaryllidaceae. Loài này được (Regel) Boiss. mô tả khoa học đầu tiên năm 1882.